# OpenTracker
OpenTracker é o termo genérico dado às versões de código-fonte aberto das ferramentas de gerenciamento do desktop Tracker e Deskbar para BeOS.
O Tracker e Deskbar originais foram criados pela Be Inc., como parte do BeOS, mas tiveram seu código-fonte aberto no começo do ano 2000. O projeto foi gerenciado pela Be até seu fechamento no final de 2001, quando foi movido para o SourceForge sob a orientação de Axel Dörfler, o principal contribuidor não ligado a Be. Está sob a licença OpenTracker, uma licença BSD levemente modificada, que permite que a marca registrada Tracker da Be Inc. seja utilizado.
Existem algumas divisões ou variações (forks) principais de OpenTracker, sendo o mais notàvel deles conhecido como Tracker.NewFS que tem novos códigos de operação do sistema de arquivos e suporte a ícones SVG; e a versão da yellowTAB do OpenTracker que tem também nos ícones SVG sua maior característica, mas tem seu código-fonte fechado.
Um grande número de variações menores existem, principalmente para distribuições personalizadas ou traduzidas do BeOS, mas todas sincronizam-se à árvore principal do OpenTracker.
O componente Deskbar do pacote é normalmente deixado inalterado entre versões, como suas funções - basicamente prover um sistema de menu ao estilo do "Menu Iniciar" - já é suficientemente completo.

## Ligações Externas
- OpenTracker home page